# ファナティクス
ファナティクス（英: Fanatics Inc.）は、アメリカ合衆国フロリダ州ジャクソンビルに本社を置くスポーツライセンスのアパレル商品・グッズの製造や流通、オンラインECサイトの運営を手がける企業。Fanatics Authentic、SportsMemorabilia.com等のECサイトを通じてFanaticsブランドとFansEdgeブランド等のスポーツ用品やスポーツグッズを製造、流通している。
また300以上のオンラインおよびオフラインストアを運営しており、スポーツ用品の世界的な売上シェアは約10％を獲得しているとされる。
すでにマンチェスター・ユナイテッドFC、レアル・マドリードといった米国内外プロチームの公式電子商取引ウェブサイト運営も取り扱いを始めているが、主要プロスポーツリーグ（例：MLB、NASCAR、NBA、NFL、NHL、PGA、UFC）やメジャーメディアブランド（CBSスポーツ、FOXスポーツ、NBCスポーツ）へのプロパティ展開は大半が米国向けを中心としている。

## 概要
現在ではECサイト中心の販売に注力しているが、元々1995年にアラン・トラガー、ミッチ・トラガー兄弟により創業されたFootball FanaticsはNFLのジャクソンビル・ジャガーズと地元大学チームのスポーツ用品を手がけるブリック・アンド・モルタル（店舗型販売）を手がけていた。2002年から電子商取引に力を入れると成功報酬型広告の導入や主要スポーツリーグ公式ストア「e-comm」運営によるリピート顧客ビジネスや企業買収により業績を拡大していった。
2011年2月にファナティクス社はeBay傘下でマイケル・ルービンの率いるGSI (Global Sports Incorporated) コマース社に2億7,700万ドルで買収された。
（同時期にGSIコマース社はeBayに24億ドルで買収されているがeBayはスポーツ用品事業を重要視せず6月にマイケル・ルービンの新会社Kyneticへ売却した。）
2016年現在、Top500Guide.comのthe Internet Retailer Top 500で38位にランク付けされている。
主要スポーツについてMLBは2020年より10年間アンダーアーマー、NBAはナイキ、NHLはアディダスといった名門スポーツ用品メーカーがオフィシャルライセンスを取得しているが、ファナティクスも一部ライセンスを取得しており、垂直統合を活用して従来メーカーより迅速・効率的に設計、製造、販売を行うサプライチェーンを構築し強みとしている。
そのためNHLジャージのようにアディダスでは359.99ドルで販売されていたのに対し、ファナティックスのレプリカは169.99ドルでほぼ同等品を供給したため、同じようなウェアがロゴの違いだけで倍の価格差で販売されるといった事例も起きている。

## 沿革
- 1995年 - Football Fanatics創業
- 2006年 - NFLShop.comの運営を受託
- 2011年2月9日 - GSIコマース社に買収（その後スピンアウトによりRue La La社、ShopRunner社らとともにKynetic社の傘下入り）
- 2012年4月16日 - Planation's Dreams Inc.を1億8,300万ドルで買収[10]
- 2014年4月9日 - 創業者のアラン・トラガーが引退し、ダグ・マックがCEOに就任[11]
- 2012年6月6日 - Andreessen HorowitzとInsight Venture Partnersから1億5,000万ドル調達[12]
- 2013年6月7日 - テマセク・ホールディングスとアリババグループから1億3,000万ドル調達[13]
- 2015年6月6日 - NBAとパートナーシップ契約[14]
- 2015年8月25日 - Silver Lake Partnersより3億ドル調達[15]
- 2016年2月2日 - Kitbagを1,700万ドルで買収
- 2016年3月21日 - NFLのライセンスを拡大[16]
- 2016年12月5日 - MLBとオフィシャルユニフォームパートナー契約[17]
- 2017年1月16日 - NBAのレプリカ権を取得[18]
- 2017年4月4日 - Majestic Athleticを2億2,500万ドルで買収[19]
- 2017年9月6日 - ソフトバンクグループより10億ドル調達[20]
- 2017年12月19日 - NBAとアジア太平洋地域におけるパートナーシップを締結[21]
- 2018年1月1日 - Fanatics Japan設立[22]